# Aphidius bertrandi
Aphidius bertrandi är en stekelart som beskrevs av Pierre L. G. Benoit 1933. Aphidius bertrandi ingår i släktet Aphidius och familjen bracksteklar. Inga underarter finns listade i Catalogue of Life.